# Възнесение Господне (Инево)
„Свето Възнесение Господне“ или „Свети Спас“ (на македонска литературна норма: „Свето Вознесение Господне“, „Свети Спас“) е православна църква в радовишкото село Инево, източната част на Република Македония. Енорийски храм е на Иневско-кочанската енория на Брегалнишката епархия на Македонската православна църква – Охридска архиепископия.
Църквата е изградена в 1872 година. В храма се пазят ценни икони от ΧΙΧ век.